# Lingua santali
La lingua santali (santaɽi; Ol Chiki: ᱥᱟᱱᱛᱟᱲᱤ; bengali: সাঁওতালী; odia: ସାନ୍ତାଳୀ; devanagari: संताली) è una lingua munda della famiglia delle austroasiatiche, imparentata con le lingue ho e mundari. Anche nota come santal o santhali, è lingua regionale dell'India riconosciuta in base alla Tabella 8 allegata alla costituzione indiana. È lingua agglutinante di tipo SOV e possiede otto casi grammaticali.
È parlata da circa 7,6 milioni di persone in India (Jharkhand, Assam, Bihar, Orissa, Tripura e Bengala occidentale), Bangladesh, Nepal e Bhutan. 

## Storia

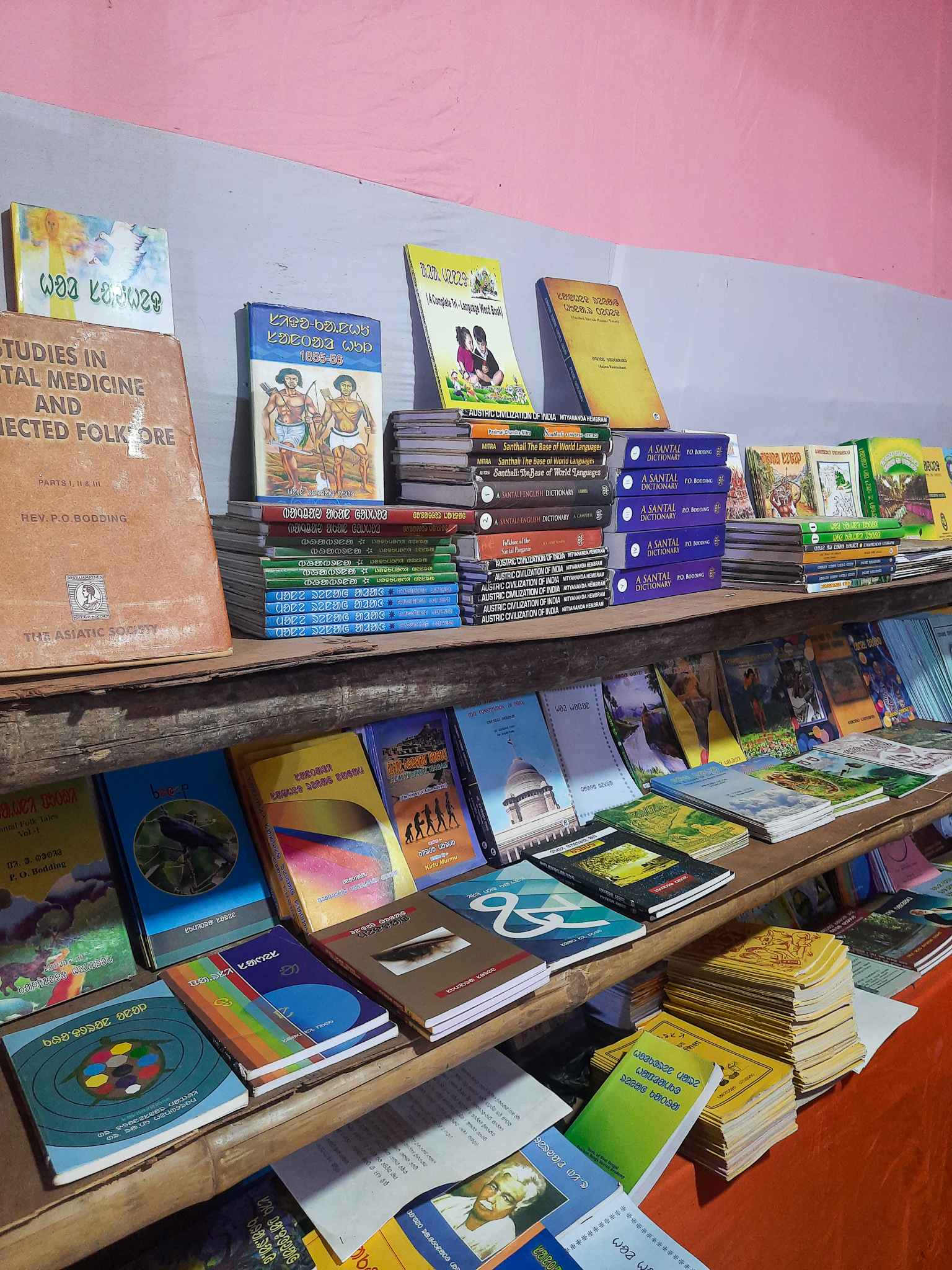
Libri scritti in Santali alla fiera di libri di Mayurbhanj

Santali scritto in Ol Chiki

Secondo il linguista australiano Paul Sidwell, le lingue munda hanno probabilmente raggiunto la costa dell'Orissa dall'Indocina tra i 4000 ai 3500 anni or sono e si sono diffuse in seguito alla migrazione indoariana verso l'Orissa.
Fino al XIX secolo, il santali non fu scritto e la conoscenza era trasmessa in forma orale di generazione in generazione, finché l'interesse degli europei nello studio delle lingue indiane produsse i primi tentativi di documentarlo e la conseguente necessità di adottarne una trascrizione, che si valse dei sistemi di scrittura odia, bengali-assamese e latino. Il sistema Ol Chiki fu sviluppato dallo scrittore indiano Raghunath Murmu nel 1925 e pubblicato per la prima volta nel 1939. L'Ol Chiki è un alfabeto e non un alfasillabario come gli altri sistemi indiani ed è ampiamente diffuso per il santali in India.
Esso è estesamente accolto dalle comunità santali ed è ufficiale in Bengala occidentale, Orissa e Jharkhand, anche se i parlanti del Bangladesh preferiscono la scrittura bengali-assamese.
Nel dicembre 2013 il santali è stato adottato dalla Commissione per le sovvenzioni universitarie per la prova nazionale di idoneità, abilitando i docenti all'uso della lingua nei college e nelle università.

## Distribuzione geografica

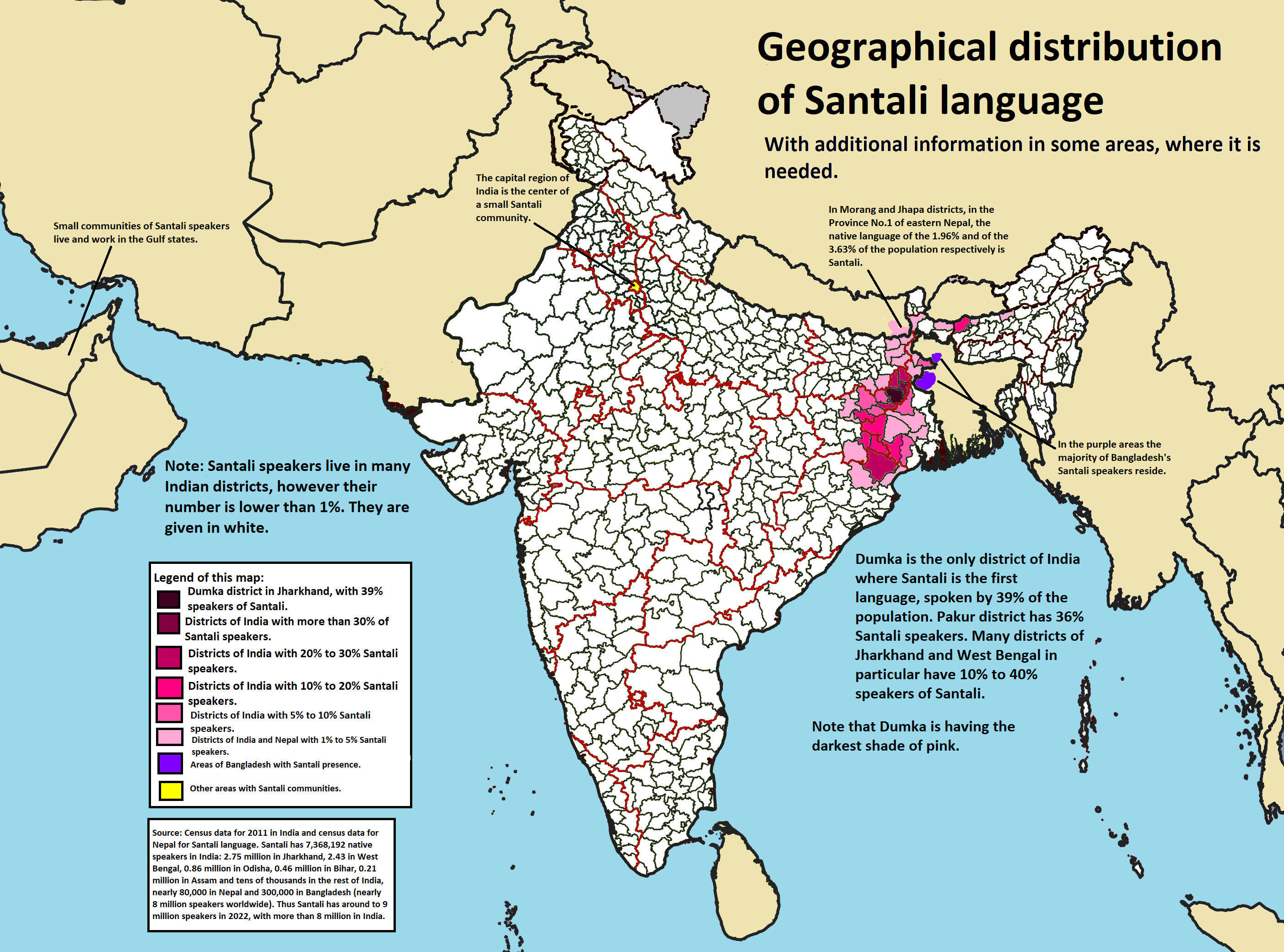
Distribuzione geografica del santali per distretto. I colori più intensi indicano una percentuale più alta di parlanti

Secondo il censimento 2011 il santali ha 7368192 locutori tra India, Bangladesh, Bhutan e Nepal. La maggiore concentrazione si trova nei distretti di Santhal Pargana, Singhbhum orientale e Seraikela Kharsawan, nel Jangalmahals del Bengala occidentale (distretti di Jhargram, Bankura e Purulia) e nel distretto di Mayurbhanj dell'Orissa.

### Status ufficiale
Il santali è una delle ventidue lingue elencate dalla Costituzione indiana ed è lingua ufficiale aggiuntiva degli stati di Jharkhand Bengala occidentale.

### Dialetti
I dialetti santali includono il kamari-santali, il khole, il lohari-santali, il mahali, il manjhi e il paharia.

## Fonologia

### Consonanti
Il santali ha 21 consonanti più 10 occlusive aspirate che ricorrono soprattutto, ma non solo, nei prestiti indoari. Queste ultime sono indicate tra parentesi nella tabella seguente.
|               |               | Bilabiali | Alveolari | Retroflesse | Palatali | Velari | Glottidale |
| ------------- | ------------- | --------- | --------- | ----------- | -------- | ------ | ---------- |
| Nasali        | Nasali        | m         | n         | (ɳ)*        | ɲ        | ŋ      |            |
| Plosive       | sorde         | p (pʰ)    | t (tʰ)    | ʈ (ʈʰ)      | c (cʰ)   | k (kʰ) |            |
| Plosive       | sonore        | b (bʱ)    | d (dʱ)    | ɖ (ɖʱ)      | ɟ (ɟʱ)   | ɡ (ɡʱ) |            |
| Fricative     | Fricative     |           | s         |             |          |        | h          |
| Vibranti      | Vibranti      |           | r         | ɽ           |          |        |            |
| Approssimanti | Approssimanti | w         | l         |             | j        |        |            |

- ɳ compare solo come allofono di n prima di ɖ.

Nei termini nativi, l'opposizione tra occlusive sorde e sonore è neutralizzata in fin di parola. Caratteristica tipica delle lingue munda è che le occlusive in fin di parola sono "controllate", cioè glottidate e non rilasciate.

### Vocali
Il santali ha 8 vocali orali e 6 nasali. Eccetto /e/ e /o/, tutte le vocali orali hanno una nasale corrispondente.
|            | Anteriori | Centrali | Posteriori |
| ---------- | --------- | -------- | ---------- |
| Chiuse     | i ĩ       |          | u ũ        |
| Semichiuse | e         | ə ə̃      | o          |
| Semiaperte | ɛ ɛ̃       |          | ɔ ɔ̃        |
| Aperte     |           | a ã      |            |

Esistono numerosi dittonghi.

## Morfologia
Come tutte le lingue munda, il santali è una lingua agglutinante suffissale. I sostantivi sono flessi nel numero e nel caso e sono previsti tre numeri: singolare, duale e plurale.
| Singolare | ᱥᱮᱛᱟ (seta)        | un cane, il cane |
| Duale     | ᱥᱮᱛᱟᱼᱠᱤᱱ(seta-ken) | due cani         |
| Plurale   | ᱥᱮᱛᱟᱼᱠᱚ(seta-kɔ)   | cani, i cani     |

### Casi
I casi grammaticali sono otto. Il suffisso che indica il caso segue quello che indica il numero.
| Caso                 | Marcatore                                                 | Funzione                 |
| -------------------- | --------------------------------------------------------- | ------------------------ |
| Nominativo           | -Ø                                                        | soggetto e oggetto       |
| Genitivo             | ᱼᱨᱮᱱ/-rɛn (animato) ᱼᱟᱜ/-ak', ᱼᱨᱮᱭᱟᱜ/-rɛak' (non animato) | specificazione           |
| Comitativo           | -ᱴᱷᱮᱡ/-ʈhɛc                                               | scopo, luogo             |
| Locativo-strumentale | ᱼᱛᱮ/-tɛ                                                   | strumento, causa, moto   |
| Sociativo            | ᱼᱥᱟᱶ/-são                                                 | unione                   |
| Allativo             | ᱼᱥᱮᱡ/-sɛc                                                 | direzione                |
| Ablativo             | ᱼᱠᱷᱚᱡ/-khɔc'                                              | origine                  |
| Locativo             | ᱼᱨᱮ/-rɛ                                                   | luogo (spazio-temporale) |

### Possessivi
Il santali ha suffissi di possesso usati solo con nomi di parentela: prima persona -ɲ, seconda -m, terza -t. I suffissi non distinguono il numero del possessore.

### Pronomi
I pronomi personali distinguono tra prima persona inclusiva ed esclusiva, e terza persona anaforica e dimostrativa.
|                 |                 | Singolare | Duale | Plurale |
| --------------- | --------------- | --------- | ----- | ------- |
| prima persona   | esclusiva       | iɲ        | əliɲ  | alɛ     |
| prima persona   | inclusiva       | iɲ        | alaŋ  | abo     |
| seconda persona | seconda persona | am        | aben  | apɛ     |
| terza persona   | anaforica       | ac'       | əkin  | ako     |
| terza persona   | dimostrativa    | uni       | unkin | onko    |

I pronomi interrogativi hanno forme diverse per le cose animate ("chi?") o inanimate ("che cosa?") e referenziali ("quale?") o non referenziali.
|                  | Animato | Inanimato |
| ---------------- | ------- | --------- |
| Referenziale     | ɔkɔe    | oka       |
| Non referenziale | cele    | cet'      |

I pronomi indefiniti sono:
|            | Animato  | Inanimato |
| ---------- | -------- | --------- |
| qualunque  | jãheã    | jãhã      |
| qualche    | adɔm     | adɔmak    |
| un altro/a | ɛʈak'ic' | ɛʈak'ak'  |

I pronomi dimostrativi distinguono tre gradi di deissi (prossimale, distale, remoto) e tra forme semplici ("questo", "quello", ecc.) e particolari ("proprio questo", "proprio quello"). 
|            | Semplice  | Semplice | Particolare | Particolare |
| Animato    | Inanimato | Animato  | Inanimato   |             |
| ---------- | --------- | -------- | ----------- | ----------- |
| Prossimale | nui       | noa      | nii         | niə         |
| Distale    | uni       | ona      | ini         | inə         |
| Remoto     | həni      | hana     | hini        | hinə        |

### Numerali
I numeri cardinali di base sono:
| 1   | ᱢᱤᱫ   | mit'  |
| 2   | ᱵᱟᱨ   | bar   |
| 3   | ᱯᱮ    | pɛ    |
| 4   | ᱯᱩᱱ   | pon   |
| 5   | ᱢᱚᱬᱮ  | mɔ̃ɽɛ̃  |
| 6   | ᱛᱩᱨᱩᱭ | turui |
| 7   | ᱮᱭᱟᱭ  | ɛyae  |
| 8   | ᱤᱨᱟᱹᱞ | irəl  |
| 9   | ᱟᱨᱮ   | arɛ   |
| 10  | ᱜᱮᱞ   | gɛl   |
| 20  | ᱤᱥᱤ   | -isi  |
| 100 | ᱥᱟᱭ   | -sae  |

I numeri sono usati insieme ai classificatori numerali. I numerali distributivi si formano raddoppiando la consonante e la vocale iniziali, ad es. babar, ("due ciascuno"). I numeri seguono la base decimale. Quelli da 11 a 19 si formano per addizione, con gɛl ("dieci") seguito dai termini indicanti le unità (da 1 a 9). I multipli di 10 si formano invece per moltiplicazione, con i termini indicanti le decine (da 2 a 9) seguiti da gɛl. Alcuni numeri seguono un sistema vigesimale. 20 può essere bar gɛl oppure isi.

### Verbi
I verbi in santali si coniugano per tempo, aspetto e modo, diatesi e persona, numero del soggetto e talvolta dell'oggetto.

#### Indicatori di soggetto
|                 |                 | Singolare | Duale | Plurale |
| --------------- | --------------- | --------- | ----- | ------- |
| prima persona   | esclusiva       | -ɲ(iɲ)    | -liɲ  | -lɛ     |
| prima persona   | inclusiva       | -ɲ(iɲ)    | -laŋ  | -bon    |
| seconda persona | seconda persona | -m        | -ben  | -pɛ     |
| terza persona   | terza persona   | -e        | -kin  | -ko     |

#### Marcatori d'oggetto
I verbi transitivi con oggetti pronominali prendono marcatori d'oggetto infissi.
|                 |                 | Singolare | Duale | Plurale |
| --------------- | --------------- | --------- | ----- | ------- |
| prima persona   | esclusiva       | -iɲ-      | -liɲ- | -lɛ-    |
| prima persona   | inclusiva       | -iɲ-      | -laŋ- | -bon-   |
| seconda persona | seconda persona | -me-      | -ben- | -pɛ-    |
| terza persona   | terza persona   | -e-       | -kin- | -ko-    |